# Agnes von Werdenberg-Trochtelfingen

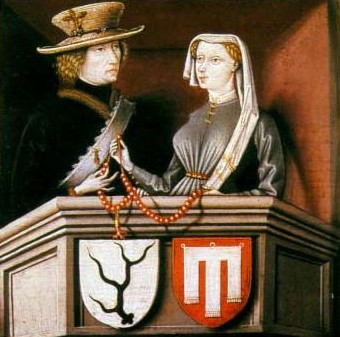
Wilhelm Schenk von Schenkenstein und Agnes von Werdenberg

Agnes von Werdenberg-Trochtelfingen (* vor 1440; † wohl 1474) war eine der wenigen spätmittelalterlichen deutschen Frauen, über deren Buchbesitz etwas bekannt ist.
Sie war zunächst mit Graf Ludwig XI. von Oettingen († 1440), danach mit dem niederadeligen Wilhelm Schenk von Schenkenstein verheiratet.
Das wohl von einem Konstanzer Maler um 1450 gefertigte Ehepaar-Bildnis Werdenberg/Schenkenstein gilt als eines der frühesten deutschen Doppelporträts überhaupt (früher in der Fürstlich Fürstenbergischen Sammlung in Donaueschingen, heute Schwäbisch Hall, Sammlung Würth).
Agnes von Werdenberg-Trochtelfingen lebte während ihrer zeitweiligen Ehe teilweise in Schwäbisch Gmünd (im heutigen Palais Debler), teilweise auf der Burg Hohenburg bei Dillingen.
Über ihre Tochter Magdalena, Äbtissin des Zisterzienserinnenklosters Kirchheim, gelangten fünf Handschriften mit deutschsprachigen religiösen Schriften aus ihrem Besitz in die Kirchheimer Bibliothek, von wo sie an das Haus Oettingen und schließlich an die Universitätsbibliothek Augsburg übergingen.